# ヒロコーヒー
株式会社ヒロコーヒー（英: HIRO COFFEE CO., LTD.）は、日本のコーヒー製造・販売業者、喫茶店運営会社。

## 特徴
大阪府吹田市に本社を置く。大阪兵庫の北摂地域を中心に、直営の喫茶店、ギャラリーを18店舗展開している。兵庫県伊丹市に焙煎工房、ケーキ工房がある。兵庫県西宮市にある石窯パン工房麦蔵では、パンの直営販売も行っている。

## 沿革
- 1977年（昭和52年） 大阪府吹田市広芝町にて、COFFEE HOUSE CLUB本店として創業。
- 1988年（昭和63年） 資本金1,000万円をもって株式会社ヒロコーヒーとして株式組織とする。
- 1989年（平成元年） 直営店としてヒロコーヒーギャラリー本店（直販店）を開店、10Kg直火式焙煎機を導入。
- 2003年（平成15年） 全店およびコーヒー製造部、営業部において、品質マネジメント規格ISO9001（2000年版）を取得。
- 2004年（平成16年） 兵庫県伊丹市に、コーヒー工房とケーキ工房・カフェ（いながわ工房）を開店。